# Hamm
Hamm je grad u Sjevernoj Rajni-Vestfaliji, Njemačka. Smješten je u sjeveroistočnom dijelu Rurskog područja. Prema popisu iz 2016., u njemu je živjelo 179 397 ljudi. Grad se nalazi između autocesta A1 i A2. Željeznička stanica Hamm važno je središte željezničkog prijevoza i poznata po svojoj prepoznatljivoj staničnoj zgradi.

## Vanjske poveznice
- Službena stranica